# Kevin Rutkiewicz
Kevin Rutkiewicz (Glasgow, 10 mei 1980) is een Schotse voetballer (verdediger) die sinds 2004 voor de Schotse eersteklasser Dunfermline Athletic uitkomt. Voordien speelde hij voor Aberdeen FC en St. Johnstone FC. Van februari 2011 tot juni 2011 speelde hij op uitleenbasis voor Dunfermline Athletic, die sinds juni 2011 zijn werkgever is.